# سعاد البريكي
سعادة البريكي، (1895 - 1958)، مغنية كويتية شهيرة، غنت مختلف الفنون الشعبية ولكن لم يكن لها الحظ في حفظ أغانيها لعدم لحاقها بوقت قيام الإذاعة والتلفيزيون الكويتي.

## عن حياتها
ولدت الفنانة سعادة البريكي في مدينة الكويت - وبرزت نجوميتها وسطعت في أوائل الثلاثينات حين كانت تقود فرقة شعبية من الطقاقات تمارس الغناء في المناسبات والأفراح، كما كان لها الفضل في اكتشاف الفنانة الشعبية عوده المهنا، [بحاجة لمصدر] التي كانت ضمن فرقة خالتها هدية المهنا، لكن الفرقة تفرقت بعد مرض الأخيرة، وبذلت سعادة البريكي جهوداً كبيرة من أجل إعادة أعضائها، ثم ترأستها لتصبح أشهر فرقة نسائية.
وكانت من أشهر حفلاتها التي نظمت في أواخر الثلاثينات ـ من القرن الماضي ـ عندما دعتها ام سعود - فيوليت ديكسون في منزل زوجها الكولونيل هارولد ديكسون المعتمد البريطاني الاسبق في الكويت بعض فرق الطقاقات الشعبية وعلى رأسها فرقتها لاحياء دق حبوب الهريس في منزله، وللاستماع إلى اغانيهن الخاصة بهذه المناسبة الرمضانية.

## وفاتها
في موسم الحج من عام 1958 وأثناء انتهاءها من مناسكها واتمام حجتها لفظت انفاسها الأخيرة وتوفت في السعودية.